# Cyphotylus prolatus
Cyphotylus prolatus är en mångfotingart som beskrevs av Loomis 1936. Cyphotylus prolatus ingår i släktet Cyphotylus och familjen fingerdubbelfotingar. Inga underarter finns listade i Catalogue of Life.